# 김기선 (축구인)
김기선(1969년 2월 27일 ~ )은 대한민국의 축구 선수이며, 포지션은 스트라이커이다.
한편, 롱슛의 명수로 유공 부동의 미드필더로 활약했지만 윤정환 조셉 미드필더 콤비가 자리잡으면서 1996년 시즌 중반 오경석과의 맞트레이드를 통해 전남 유니폼을 입었고 전남 이적 2년째인 8골을 기록하여 팀의 리그 준우승을 견인했으며 1998년을 끝으로 은퇴했다.